# QS9000
 (décembre 2022).
QS9000 est une norme fondée sur ISO 9000 avec les exigences spécifiques à l'industrie automobile. Cette norme a été créée par les trois grandes entreprises américaines : Ford, General Motors et Chrysler. Aujourd'hui, elle est appliquée presque par tous les acteurs principaux de cette industrie. Les trois grandes entreprises américaines ont commencé par imposer cette norme à tous leurs fournisseurs. Il s'agit d'une garantie qualité.
La norme QS9000 est désuète depuis le 16 décembre 2006 et a été successivement remplacée par ISO/TS 16949:2002; ISO/TS 16949:2009 et finalement IATF 16949:2016.